# Doylestown (Ohio)
Doylestown és una població dels Estats Units a l'estat d'Ohio. Segons el cens del 2000 tenia 2.799 habitants.

## Demografia
Segons el cens del 2000, Doylestown tenia 2.799 habitants, 1.119 habitatges, i 782 famílies. La densitat de població era de 614 habitants per km².
Dels 1.119 habitatges en un 32,8% hi vivien nens de menys de 18 anys, en un 57,3% hi vivien parelles casades, en un 9,6% dones solteres, i en un 30,1% no eren unitats familiars. En el 26,5% dels habitatges hi vivien persones soles l'11% de les quals corresponia a persones de 65 anys o més que vivien soles. El nombre mitjà de persones vivint en cada habitatge era de 2,44 i el nombre mitjà de persones que vivien en cada família era de 2,95.
Per edats la població es repartia de la següent manera: un 24,8% tenia menys de 18 anys, un 6,9% entre 18 i 24, un 27,7% entre 25 i 44, un 24,5% de 45 a 60 i un 16% 65 anys o més.
L'edat mediana era de 40 anys. Per cada 100 dones de 18 o més anys hi havia 85,4 homes.
La renda mediana per habitatge era de 47.969 $ i la renda mediana per família de 57.400 $. Els homes tenien una renda mediana de 39.766 $ mentre que les dones 25.701 $. La renda per capita de la població era de 21.408 $. Aproximadament el 3,5% de les famílies i el 5,2% de la població estaven per davall del llindar de pobresa.

## Poblacions més properes
El següent diagrama mostra les poblacions més properes.